# Бобоев, Билол Бахромович
Билол Бахромович Бобоев (тадж. Билол Баҳромович Бобоев; род. 30 июня 2006, Душанбе, Таджикистан) — таджикский футболист, нападающий клуба «Баркчи».

## Клубная карьера
Билол начинал карьеру в клубе «Баркчи». Он дебютировал во взрослом футболе 6 апреля 2024 года, целиком отыграв матч чемпионата Таджикистана против «Равшана» и отметившись голевой передачей. 8 дней спустя нападающий забил свой первый гол в карьере, поразив ворота «Истаравшана». Билол принял участие в первых 15 играх чемпионата Таджикистана сезона-2024, отметившись в них 3 забитыми мячами. Остаток игрового года он пропустил из-за перелома ноги.

## Международная карьера
Билол представлял Таджикистан на юношеском и молодёжном уровнях. В составе юношеской сборной Таджикистана он принимал участие на юношеском Кубке Азии по футболу 2023 года. На этом турнире нападающий провёл все 3 матча группового этапа, по итогам которого его команда не смогла выйти в плей-офф. Всего же игрок сыграл 8 международных игр за свою юношескую сборную. С 2023 года Билол является членом молодёжной сборной Таджикистана, забив 1 гол в 8 встречах. 27 сентября 2024 года в поединке с молодёжной сборной Малайзии нападающий получил перелом ноги.
Дебют Билола в составе национальной сборной Таджикистана состоялся 4 сентября 2024 года: он вышел на замену вместо Алишера Шукурова на 66-й минуте товарищеского матча со сборной Ливана